# 郭家沱長江大橋

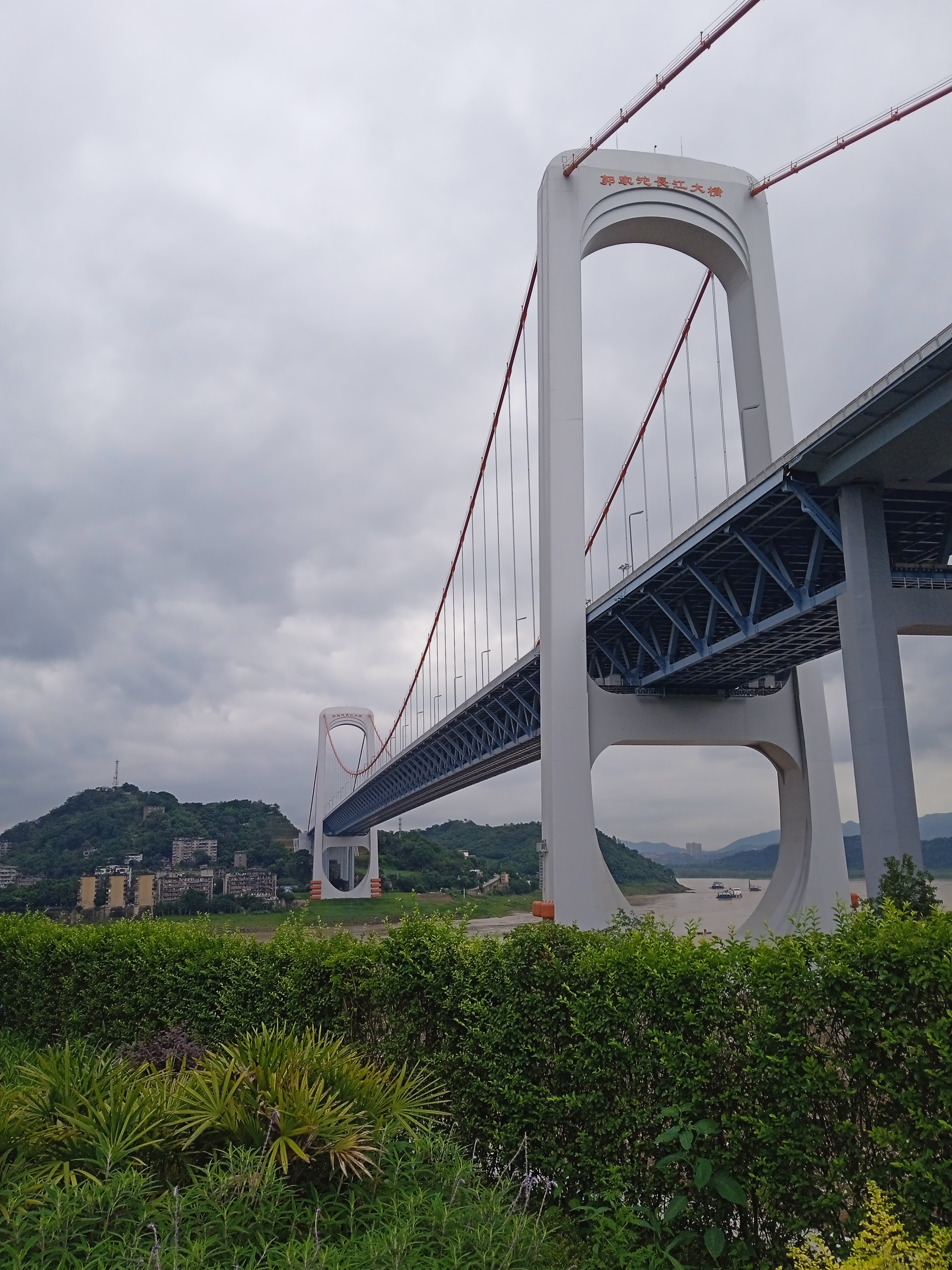
郭家沱长江大桥

郭家沱長江大橋位於重慶市，南北两端分别位于南岸区峡口镇和江北区郭家沱街道。重慶軌道交通8號線本橋共建。其中公路层于2023年1月18日开通，轨道层由于8号线仍在规划中，并未完全铺设。

## 技術參數
主線全長約6.3Km，包含特大橋1座，長約1.36Km按雙向八車道設計；南引道長約2.1Km，含全互通立交1座；北引道長約2.8Km，含簡易立交2座。按城市快速路，行車速度80km/h，路幅寬度按36m。

## 历史
2022年3月15日，郭家沱长江大桥主跨成功合龙。
2023年1月18日17时，郭家沱长江大桥正式通车。